# Tommy Doyle (calciatore)
Thomas Glyn Doyle, detto Tommy (Manchester, 17 ottobre 2001), è un calciatore inglese, centrocampista del Birmingham City in prestito dal Wolverhampton.

## Biografia
Anche il suo nonno paterno, Mike Doyle, e il suo nonno materno, Glyn Pardoe, sono stati calciatori professionisti, nonché compagni di squadra al Manchester City.

## Carriera

### Club
Cresciuto nel settore giovanile del Manchester City, debutta in prima squadra il 29 ottobre 2019, in occasione dell'incontro di EFL Cup vinto per 3-1 contro il Southampton. L'8 luglio 2020 ha esordito in Premier League, disputando l'incontro vinto per 5-0 contro il Newcastle United. Il 18 settembre prolunga il suo contratto con i Cityzens fino al 2025. Il 25 novembre esordisce anche nelle competizioni UEFA per club, giocando l'incontro di Champions League vinto per 0-1 contro l'Olympiacos.
Poco impiegato dal City, il 31 agosto 2021 viene ceduto in prestito all'Amburgo per l'intera durata della stagione. Tuttavia, nel gennaio 2022 viene richiamato, e il 20 gennaio successivo passa in prestito al Cardiff City fino al termine della stagione.
Il 4 luglio 2022, Doyle viene prestato allo Sheffield United, nella Championship. Il 19 marzo 2023, segna il gol della vittoria per 3-2 sul Blackburn Rovers in FA Cup, che consente alle Blades di accedere alle semifinali della competizione.
Nel 2025 viene ceduto in prestito al Birmingham City, club neopromosso in seconda divisione.

### Nazionale
Ha rappresentato le nazionali giovanili inglesi.

## Statistiche

### Presenze e reti nei club
Statistiche aggiornate al 19 marzo 2023.
| Stagione               | Squadra                | Campionato             | Campionato | Campionato | Coppe nazionali | Coppe nazionali | Coppe nazionali | Coppe continentali | Coppe continentali | Coppe continentali | Altre coppe | Altre coppe | Altre coppe | Totale | Totale |
| Stagione               | Squadra                | Comp                   | Pres       | Reti       | Comp            | Pres            | Reti            | Comp               | Pres               | Reti               | Comp        | Pres        | Reti        | Pres   | Reti   |
| ---------------------- | ---------------------- | ---------------------- | ---------- | ---------- | --------------- | --------------- | --------------- | ------------------ | ------------------ | ------------------ | ----------- | ----------- | ----------- | ------ | ------ |
| 2019-2020              | Manchester City        | PL                     | 1          | 0          | FACup+CdL       | 1+1             | 0               | UCL                | 0                  | 0                  | CS          | 0           | 0           | 3      | 0      |
| 2020-2021              | Manchester City        | PL                     | 0          | 0          | FACup+CdL       | 2+1             | 0               | UCL                | 1                  | 0                  |             | -           | -           | 4      | 0      |
| Totale Manchester City | Totale Manchester City | Totale Manchester City | 1          | 0          |                 | 5               | 0               |                    | 1                  | 0                  |             | 0           | 0           | 7      | 0      |
| 2021-gen. 2022         | Amburgo                | 2L                     | 6          | 1          | CG              | 1               | 0               |                    | -                  | -                  |             | -           | -           | 7      | 1      |
| gen.-mag. 2022         | Cardiff City           | FLC                    | 19         | 2          | FACup+CdL       | 1+0             | 0               |                    | -                  | -                  |             | -           | -           | 20     | 2      |
| 2022-2023              | Sheffield United       | FLC                    | 24         | 3          | FACup+CdL       | 4+1             | 1+0             |                    | -                  | -                  |             | -           | -           | 29     | 4      |
| 2023-2024              | Wolverhampton          | PL                     | 26         | 0          | FACup+CdL       | 5+1             | 1+0             |                    | -                  | -                  |             | -           | -           | 32     | 1      |
| Totale carriera        | Totale carriera        | Totale carriera        | 76         | 6          |                 | 18              | 2               |                    | 1                  | 0                  |             | 0           | 0           | 95     | 8      |

## Palmarès

### Club

#### Competizioni giovanili
- FA Youth Cup: 1

Manchester City: 2019-2020

#### Competizioni nazionali
- Coppa di Lega inglese: 2

Manchester City: 2019-2020, 2020-2021

### Nazionale
- Campionato d'Europa Under-21: 1

Romania-Georgia 2023